# 索普拉維恩托
索普拉維恩托是哥倫比亞的城鎮，位於該國北部，由玻利瓦省負責管轄，距離首府卡塔赫納55公里，始建於1533年，面積131平方公里，海拔高度11米，2005年人口8,303。
10°20′N 75°06′W / 10.333°N 75.100°W